# Escola Taller Cal Botafoc
L'Escola Taller Cal Botafoc és un edifici del municipi de Castellar del Vallès (Vallès Occidental) que forma part de l'Inventari del Patrimoni Arquitectònic de Catalunya.

## Descripció
L'Institut de Castellar del Vallès utilitza com aules auxiliars les instal·lacions d'un edifici proper. Es tracta dels antics safareigs públics de la Baixada de Palau, que com succeeix amb altres edificis del poble, s'ha vist reconvertit per tal d'allotjar altres activitats. De l'edifici de planta rectangular, s'ha respectat l'estructura externa, de la qual destaca la presència de les grans finestres que il·luminaven i ventilaven a la vegada el recinte destinat a safareig. La façana, paral·lela al carrer de la teulada, presenta una distribució simètrica formada per dues portes i quatre finestres. L'acabament de les façanes laterals mostra un joc de línies ondulants, ressaltades per una motllura de maó vist, el maó vist és l'element triat pels motius ornamentals: llindes de portes i finestres.

## Història
Els safareigs públics de la Baixada de Palau es construïren l'any 1901, projecte que es portà a terme gràcies a la iniciativa de la marquesa de Castellar, Emilia Carles- Tolrà. Aquests eren els segons que feia construir la marquesa pel poble, els primers foren els safareigs del carrer Major datats l'any 1897, i actualment reconvertits en el Jutjat de Pau de Castellar del Vallès.